# 엄마 (2015년 드라마)
《엄마》는 2015년 9월 5일부터 2016년 2월 21일까지 방영된 문화방송 주말연속극이다.

## 줄거리
홀로 자식들을 키우며 모든 것을 희생한 엄마가 '효도는 셀프'라면서도 어떻게든 유산은 받겠다는 괘씸한 자식들을 향해 통쾌한 복수전을 펼치는 이야기.

## 등장인물

### 주요 인물
- 차화연 : 윤정애 역

4남매의 엄마. 후일 엄회장의 아내.
- 박영규 : 엄일남 회장 역

호탕한 성격의 사업가.

### 정애네
- 윤유선 : 남옥 역

정애의 올케. 중도 하차.
- 이문식 : 허상순 역

윤희의 남편. 후일 엄회장의 사위.
- 장서희 : 김윤희 → 엄윤희 역

억울한 게 많은 장녀.
- 김석훈 : 김영재 → 엄영재 역

엄친아 장남.
- 이태성 : 김강재 → 엄강재 역

두 살 위의 잘난 형 때문에 열등감에 시달리는 차남.
- 최예슬 : 김민지 → 엄민지 역

늦둥이 차녀.
- 김현수 : 진우 역

정애의 조카 옥의 아들.
- 김수안 : 허하나 역

상순과 윤희의 장녀.
- 이예은 : 허두나 역

상순과 윤희의 차녀.

### 엄일남 회장네
- 이세창 : 엄동준 역

일남의 아들.
- 진희경 : 강나미 역

동준의 아내이자 유라 고모.

### 세령네
- 최용민 : 이종남 역

세령의 아빠.
- 김예령 : 박현숙 역

세령의 엄마.
- 홍수현 : 이세령 역

정애의 맏며느리이자 영재 아내.

### 윤정애 주변 인물
- 윤미라 : 장여사 역

정애의 친구같은 언니이자 대룡의 모친.
- 나종찬 : 박대룡 역

장여사 아들.
- 강한나 : 강유라 역

나미의 조카이자 류대리점 운영.
- 도희 : 콩순이 역

정애 가게 일을 돕고 있는 호기심 많은 처녀. 훗날 강재와 결혼.

### 그 외 인물
- 최수린 : 심초희 역

엄회장의 두번째 전 부인. 글래머.
- 신성우 : 민태헌 역

윤희의 첫사랑.
- 김재승 : 김시경 역

엘리트코스를 밟은 권력과 부를 모두 가진 남자이자, 유라의 전 남편.
- 해령 : 나주희 역

민지의 친구
- 김병세
- 박성근
- 정동규
- 이윤상
- 임정옥
- 이호재 : 조회장 역
- 손영순
- 김선화
- 권태진
- 김선우
- 이정성
- 유인석
- 정호
- 배광원
- 이규섭
- 정강희
- 박용
- 장명갑
- 이창
- 송민형
- 조현건
- 남상백
- 홍대성
- 한동환
- 지소연 : 상무 역
- 김사훈
- 반혜라
- 최성웅
- 김태영
- 고은이
- 정택현
- 이다해 : 김진경 역

### 특별 출연
- 장희수
- 유준홍 : 대학생 역
- 재이
- 김경진
- 신수지

## 시청률
최저 시청률과 최고 시청률은 시청률 조사회사와 지역별로 시청률에 차이가 있을 수 있습니다.
| 2015년      | 2015년      | 2015년         | 2015년       | 2015년         | 2015년       |
| 회차        | 방송일      | TNmS 시청률    | TNmS 시청률  | AGB 시청률     | AGB 시청률   |
| 회차        | 방송일      | 대한민국(전국) | 서울(수도권) | 대한민국(전국) | 서울(수도권) |
| ----------- | ----------- | -------------- | ------------ | -------------- | ------------ |
| 제1회       | 9월 5일     | 15.3%          | 15.4%        | 15.4%          | 15.9%        |
| 제2회       | 9월 6일     | 14.9%          | 16.0%        | 15.3%          | 16.1%        |
| 제3회       | 9월 12일    | 12.4%          | 12.9%        | 12.9%          | 13.6%        |
| 제4회       | 9월 13일    | 15.4%          | 16.4%        | 15.2%          | 15.0%        |
| 제5회       | 9월 19일    | 13.3%          | 13.6%        | 14.5%          | 15.4%        |
| 제6회       | 9월 20일    | 15.5%          | 16.6%        | 16.7%          | 17.7%        |
| 제7회       | 9월 26일    | 12.2%          | 13.0%        | 12.9%          | 13.8%        |
| 제8회       | 9월 27일    | 11.5%          | 11.0%        | 12.6%          | 13.2%        |
| 제9회       | 10월 3일    | 12.6%          | 12.6%        | 13.1%          | 14.0%        |
| 제10회      | 10월 4일    | 15.2%          | 15.2%        | 17.1%          | 18.8%        |
| 제11회      | 10월 10일   | 13.5%          | 13.1%        | 13.5%          | 14.2%        |
| 제12회      | 10월 11일   | 9.2%           | 10.2%        | 10.6%          | 11.5%        |
| 제13회      | 10월 17일   | 13.9%          | 15.0%        | 14.2%          | 15.1%        |
| 제14회      | 10월 18일   | 14.6%          | 15.6%        | 15.5%          | 16.7%        |
| 제15회      | 10월 24일   | 13.9%          | 15.2%        | 14.8%          | 15.3%        |
| 제16회      | 10월 25일   | 16.1%          | 17.9%        | 15.8%          | 16.6%        |
| 제17회      | 10월 31일   | 15.2%          | 15.7%        | 15.9%          | 17.3%        |
| 제18회      | 11월 1일    | 16.3%          | 18.0%        | 17.3%          | 18.8%        |
| 제19회      | 11월 7일    | 15.2%          | 15.1%        | 16.9%          | 17.8%        |
| 제20회      | 11월 8일    | 16.7%          | 17.7%        | 19.5%          | 20.8%        |
| 제21회      | 11월 14일   | 15.0%          | 15.3%        | 15.9%          | 17.3%        |
| 제22회      | 11월 15일   | 16.5%          | 17.8%        | 18.6%          | 19.9%        |
| 제23회      | 11월 21일   | 12.8%          | 13.1%        | 14.8%          | 15.6%        |
| 제24회      | 11월 22일   | 17.5%          | 19.1%        | 18.4%          | 19.5%        |
| 제25회      | 11월 28일   | 13.7%          | 14.4%        | 16.6%          | 17.8%        |
| 제26회      | 11월 29일   | 16.6%          | 18.7%        | 19.7%          | 20.9%        |
| 제27회      | 12월 5일    | 14.1%          | 14.3%        | 16.2%          | 17.6%        |
| 제28회      | 12월 6일    | 15.7%          | 17.4%        | 19.1%          | 20.6%        |
| 제29회      | 12월 12일   | 14.0%          | 13.9%        | 16.7%          | 18.1%        |
| 제30회      | 12월 13일   | 14.8%          | 15.7%        | 19.3%          | 20.1%        |
| 제31회      | 12월 19일   | 13.4%          | 12.8%        | 17.1%          | 18.4%        |
| 제32회      | 12월 20일   | 16.2%          | 16.5%        | 19.2%          | 20.3%        |
| 제33회      | 12월 26일   | 14.5%          | 14.1%        | 18.6%          | 19.7%        |
| 제34회      | 12월 27일   | 15.5%          | 16.1%        | 20.5%          | 21.6%        |
| 2016년      |             |                |              |                |              |
| 제35회      | 1월 2일     | 17.9%          | 17.8%        | 19.8%          | 20.4%        |
| 제36회      | 1월 3일     | 18.9%          | 18.9%        | 21.9%          | 22.9%        |
| 제37회      | 1월 9일     | 17.2%          | 17.6%        | 19.3%          | 21.4%        |
| 제38회      | 1월 10일    | 19.8%          | 20.2%        | 21.4%          | 23.0%        |
| 제39회      | 1월 16일    | 16.9%          | 16.7%        | 18.1%          | 19.3%        |
| 제40회      | 1월 17일    | 21.5%          | 22.1%        | 21.2%          | 21.5%        |
| 제41회      | 1월 23일    | 18.7%          | 17.7%        | 19.0%          | 20.7%        |
| 제42회      | 1월 24일    | 21.6%          | 21.4%        | 22.0%          | 23.5%        |
| 제43회      | 1월 30일    | 19.9%          | 18.8%        | 21.4%          | 22.7%        |
| 제44회      | 1월 31일    | 21.9%          | 21.4%        | 22.8%          | 24.5%        |
| 제45회      | 2월 6일     | 19.5%          | 18.9%        | 20.0%          | 20.7%        |
| 제46회      | 2월 7일     | 19.7%          | 19.8%        | 19.1%          | 20.4%        |
| 제47회      | 2월 13일    | 20.3%          | 19.9%        | 22.2%          | 21.1%        |
| 제48회      | 2월 14일    | 22.0%          | 21.3%        | 23.5%          | 24.9%        |
| 제49회      | 2월 20일    | 20.2%          | 18.7%        | 21.4%          | 25.8%        |
| 제50회      | 2월 21일    | 24.0%          | 23.8%        | 24.5%          | 25.4%        |
| 평균 시청률 | 평균 시청률 | 16.3%          | 16.6%        | 17.8%          | 18.9%        |

## 수상
- 2015년 MBC 연기대상 연속극 부문 남자 우수연기상 박영규
- 2015년 MBC 연기대상 연속극 부문 여자 우수연기상 차화연
- 2015년 MBC 연기대상 연속극 부문 남자 베스트 조연상 이문식

## 경쟁 프로그램
- 《부탁해요, 엄마》 (KBS2, 2015년 8월 15일 ~ 2016년 2월 14일)
- 《아이가 다섯》 (KBS2, 2016년 2월 20일 ~ 2016년 8월 21일)
- 《그래, 그런거야》 (SBS, 2016년 2월 13일 ~ 2016년 8월 21일)
- 《장영실》 (KBS1, 2016년 1월 2일 ~ 2016년 3월 26일)

## 참고 사항
- 장서희는 해당 작품을 통해 MBC 복귀를 했다.[3]